# Александер (Мен)
Александер (англ. Alexander) — місто (англ. town) в США, в окрузі Вашингтон штату Мен. Населення — 525 осіб (2020).

## Демографія
Згідно з переписом 2010 року, у місті мешкало 499 осіб у 223 домогосподарствах у складі 156 родин. Було 399 помешкань
Расовий склад населення:
| - 98,2 % — білих - 1,0 % — корінних американців |

До двох чи більше рас належало 0,8 %. Частка іспаномовних становила 1,2 % від усіх жителів.
За віковим діапазоном населення розподілялося таким чином: 16,6 % — особи молодші 18 років, 67,4 % — особи у віці 18—64 років, 16,0 % — особи у віці 65 років та старші. Медіана віку мешканця становила 49,8 року. На 100 осіб жіночої статі у місті припадало 99,6 чоловіків;  на 100 жінок у віці від 18 років та старших — 101,0 чоловіків також старших 18 років.
Середній дохід на одне домашнє господарство  становив 58 141 долар США (медіана — 43 631), а середній дохід на одну сім'ю — 61 638 доларів (медіана — 45 000). Медіана доходів становила 48 750 доларів для чоловіків та 35 750 доларів для жінок. За межею бідності перебувало 11,0 % осіб, у тому числі 13,7 % дітей у віці до 18 років та 5,9 % осіб у віці 65 років та старших.
Цивільне працевлаштоване населення становило 234 особи. Основні галузі зайнятості: освіта, охорона здоров'я та соціальна допомога — 32,9 %, виробництво — 13,2 %, будівництво — 12,4 %.